# Äkta cypress
Äkta cypress (Cupressus sempervirens) är en barrväxt inom cypress-släktet och familjen cypressväxter. Den blir upp till 30 meter hög och dess barr är mycket små, knappt 1 mm, fjällika och tätt överlappande. Kottarna blir från 2,5 till 4 cm långa, ovala, med 8 till 14 vedartade kottefjäll, var och en med en kort trubbig tagg. Sempervirens betyder "ständigt grönskande", vilket är en benämning som gäller för de flesta barrväxter.
Den äkta cypressen finns i två former, dels den vilda med utåtstående grenar C. horizontalis, dels den upprättstående som oftast odlas C. sempervirens. Den klassiska pelarformade cypressen är den mest vedertagna när det gäller namnet äkta cypress.
Cypresser kan bli mycket gamla, upp till 2000 år gamla, och den pelarformade cypressen är sedan forntiden odlad och förvildad i länderna runt Medelhavet. Dess utbredning är störst i Grekland, Italien och Cypern.

## Användning
Den äkta cypressen utnyttjas inom en mängd områden. Ur späda grenar utvinns cypressolja, som används vid andningssvårigheter. Oljan används även i parfymer.
Virket är hårt och hållbart, och var redan under forntiden ett uppskattat byggnadsmaterial till fartyg, palats, tempeldörrar och träskulpturer. Palatset i Knossos på Kreta lär delvis ha varit byggt av äkta cypress. Virket var så eftertraktat att trädet praktiskt taget utrotades på Kreta redan under medeltiden. År 1414 skrevs därför ett dekret som förbjöd vidare export av virket.

## Religion och mytologi
Cypressen är omskriven av klassiska författare och vårdades som ett heligt träd av bland annat perserna, vilka ansåg att formen påminde om den heliga offerflamman. Enligt traditionen planterade profeten Zarathustra en cypress i Kashmar i nordöstra Iran som är berömd som Cypressen i Kashmar. I Iran finns ännu en helig zoroastrisk cypress som kallas Cypressen i Abarkuh. Inom persisk poesi är cypressen en symbol för den älskade.
Mycket tyder på att trädet var utsatt för en kult före antiken då den förekommer som attribut åt många gudar och gudinnor. Trädet förknippas ibland med kvinnlig skönhet, och gudinnorna Persefone, Afrodite, Hera och Athena avbildades ibland med trädet. Senare kom det ofta att betraktas som helgat åt dödsguden Hades, men även åt bl.a. Kronos. Det finns olika mytiska metamorfosiska berättelser om dess ursprung. Man hittar ofta cypresser på platser med religiös anknytning, som kyrkogårdar, vid tempel eller vid katedraler, eftersom trädet är städsegrönt, vilket förknippas med evigt liv. I vissa trakter verkar det ha funnits en vidskeplig sed att använda cypresskvistar till skydd mot trolldom.

## Cypress och goferträ

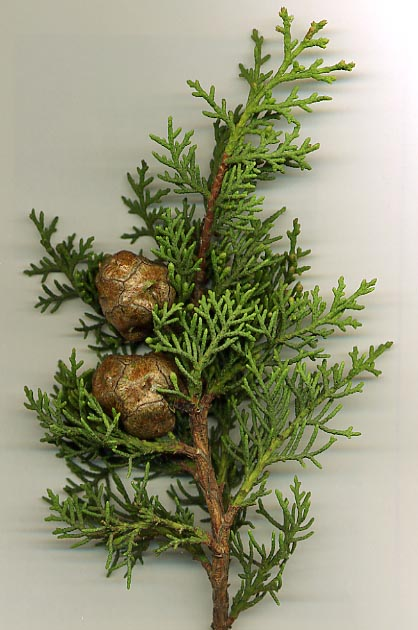
Gren med kottar.

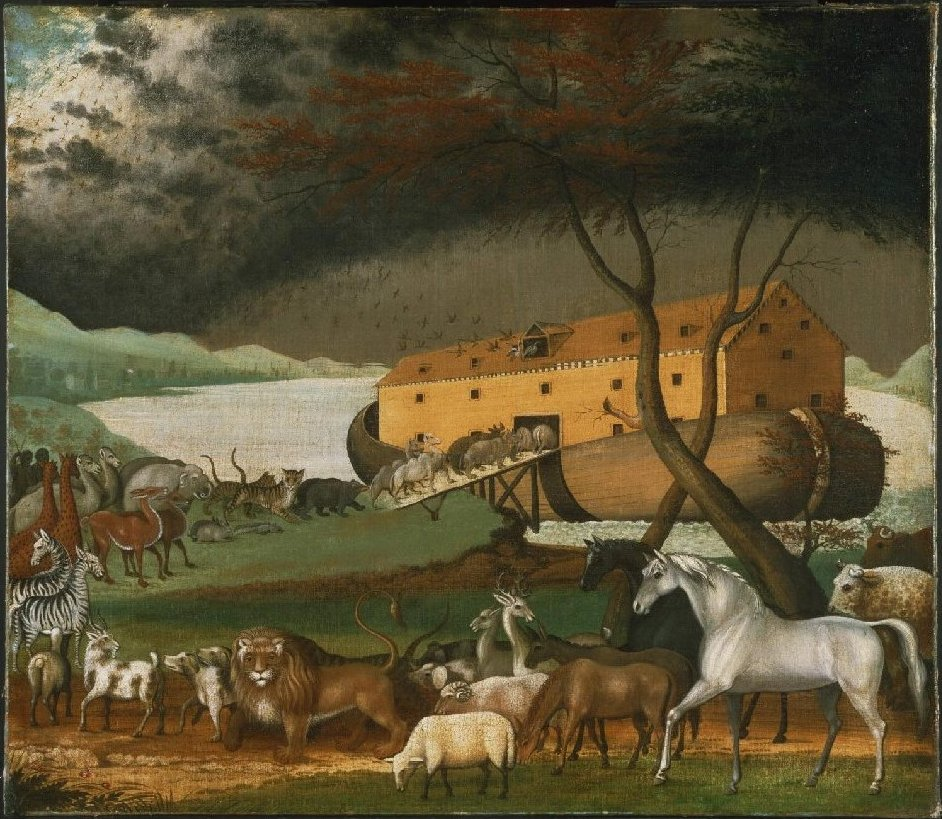
Noas ark (gjord av goferträ), målning av Edward Hicks.

Goferträ är ett träslag som nämns en gång i Bibeln i anslutning till att Gud säger åt Noa att bygga arken. Ofta antas detta vara trä från den äkta cypressen, vanligt förekommande som båtvirke i medelhavsregionen.
| ”                     | Bygg dig en ark av goferträ och inred den med olika rum. Bestryk den både invändigt och utvändigt med jordbeck. | „ |
| – Första Mosebok 6:14 | |   |

### Namn
Latinets cupressus (cypress) kommer av grekiska kyparissos. Ordstammen finns även i hebreiska gofer och persiska serv, båda med betydelsen balsam. 
- Ordet cypress fanns i fornsvenska före 1500-talet.
- Artnamnets Sempervirens betyder ständiggrön. Det kommer av latinets semper ('alltid') och virens ('grönskande').

### Ursprung
Östra Medelhavsområdet till Iran, Främre Orienten. Dörren till det allra heligaste i Salomos tempel på 900-talet f.Kr. gjordes också av detta träslag. Perserna ansåg att cypressen hörde till solguden Mithra; trädet liknade den heliga offerflamman. För sjöfararna fenicierna var cypressen själva livsträdet, helgat åt Astarte och Melkart.

### Grekland och Rom
Trädet har odlats sedan forntid runt Medelhavet. Det hårda träet, helst lagrat i fyra generationer, användes i Grekland till bland annat tempeldörrar, fartyg och skulpturer. På en del grekiska öar planterar man fortfarande en cypress när en dotter föds; vid hennes giftermål gör man en mast av den till brudparets båt.
Trädet fanns förr särskilt rikligt på Kreta; palatset i Knossos (runt 1500 f.Kr.) lär ha varit byggt åtminstone delvis av cypress. Trädet odlades där fortfarande på 300-talet f.Kr. enligt Theofrastos. Mycket blev dock fällt och skeppat till fastlandet och Egypten och trädet näst intill utrotades. 1414 förbjöds exporten.

### Gudarnas träd
Greker och romare helgade cypressen åt många gudar och gudinnor, bland dem Apollon och hans son Asklepios (romarnas Aesculapius), hans far Zeus (Jupiter) och dennes hustru Hera (Juno) och hans halvsyskon Athena (Minerva) och Hermes (Merkurius).
Den kopplades också ihop med många av de äldre gudarna och gudinnorna. Veden var hård och höll sig bra, bland annat mot insekter, och denna hållbarhet gjorde den till en symbol för tiden och dess gud Kronos (Saturnus).
Den förknippades också med långt liv och livet efter detta och därmed underjordens gud Hades (Pluto) och hans hustru Persefone (Proserpina); både i Grekland och i Rom prydde man dörrarna till sorgehus med cypresskvistar. Som en bild av kvinnlig fägring förknippades cypressen också med gudinnan Afrodite (Venus).

### Apollon och Kyparissos
Metamorfoshistorien om cypressen finns i ett par versioner, båda med Apollon och en ung gosse som huvudpersoner. Den ena är som Apollonhistorier är mest, där pojken förvandlar sig till träd för att komma undan Apollons kärlek. I den andra råkar gossen döda Apollons favorithjort och blir helt förtvivlad:
| ” | Så otröstligt grät Kyparissos, att blodet ur kroppens ådror försvann och lemmarna snart blevo gröna till färgen. Lockar, som ringlade ner över gossens snövita panna blevo en skog av barr och bildade, sedan de styvnat, liksom en smalnande topp, vänd mot himmelens stjärnor. | „ |

### Kristen tradition
En stor del av associationerna om hållbarhet – tid – långt liv – död – liv efter döden har överlevt från antikens föreställningsvärld. I kristen symbolik har trädet stått för död, sorg, evighet, hopp om ett liv efter detta, tålamod, fördragsamhet, munklivet och dygden gudsfruktan och fromhet (pietas). Korset som Jesus korsfästes på, eller ibland en av dess delar, sägs ha varit av cypressträ (alternativt akacia). Cypressen har fått fungera som ett typiskt kyrkogårdsträd i södra Europa.

### Sverige
I norra halvan av Europa hade man under 1600- och 1700-talen ofta cypress i orangerierna. 1810 fanns det enligt bevarade protokoll cypresser i orangeriet på Gunnebo slott.

### Asien
I Kina betecknar cypress skönhet, lycka, kvinnans rike och döden.
I asiatisk lära beskrivs träslagets kvaliteter som astrologiskt styrt av Saturnus och därmed Stenbocken (elementet jord, ledande kvalitet) (Culpeper). En del nutida astrologer hänför trädet till Venus och därmed Oxen (elementet jord, fast kvalitet) respektive Vågen (elementet luft, ledande kvalitet). Enligt elementläran sval och torr. (kinesiskt element: metall, i viss mån vatten.)